# (148209) 2000 CR105
(148209) 2000 CR105, és el quart objecte conegut més llunyà en el Sistema Solar, més a prop que  2000 OO67,  2006 SQ372 i Sedna. La seva òrbita és bastant excèntrica amb una distància mitjana de 219 UA. 2000 CR105 triga 3240 anys a recórrer-la.
2000 CR105 té un diàmetre d'uns 253 km. A causa d'aquesta petita grandària no se'l considera candidat a planeta nan.
2000 CR105 i Sedna es diferencien de la resta d'objectes del disc dispers en què les seves distàncies de periheli no es troben sota la influència gravitatòria de Neptú. De fet es desconeix el procés pel qual aquests cossos han acabat en aquestes posicions.